# Shendu (socken i Kina)
Shendu (kinesiska: 深渡, 深渡苗族乡) är en socken i Kina. Den ligger i provinsen Hunan, i den södra delen av landet, omkring 310 kilometer sydväst om provinshuvudstaden Changsha. Antalet invånare är 8134. Befolkningen består av 3 957 kvinnor och 4 177 män. Barn under 15 år utgör 18,0 %, vuxna 15-64 år 68 %, och äldre över 65 år 13,0 %.
Genomsnittlig årsnederbörd är 1 942 millimeter. Den regnigaste månaden är maj, med i genomsnitt 306 mm nederbörd, och den torraste är december, med 60 mm nederbörd.